# Enric Borràs i Oriol
|  | «Enric Borràs» redirigeix aquí. Vegeu-ne altres significats a «Enric Borràs (desambiguació)». |

Enric Borràs i Oriol (Badalona, 9 de setembre de 1863 - Barcelona, 4 de novembre de 1957) fou un actor de teatre català. Va ser un dels més prolífics i el més popular de la seva generació a Catalunya, lloat per la crítica teatral. També va actuar molt en castellà, tant a Espanya com a l'Amèrica Llatina. El seu amic Lluís Bagaria en va fer nombroses caricatures. Va estrenar nombroses obres dramàtiques i el seu personatge emblemàtic va ser el Manelic de Terra baixa d'Àngel Guimerà. Va ser també el gran creador d'El místic de Santiago Rusiñol.

## Biografia

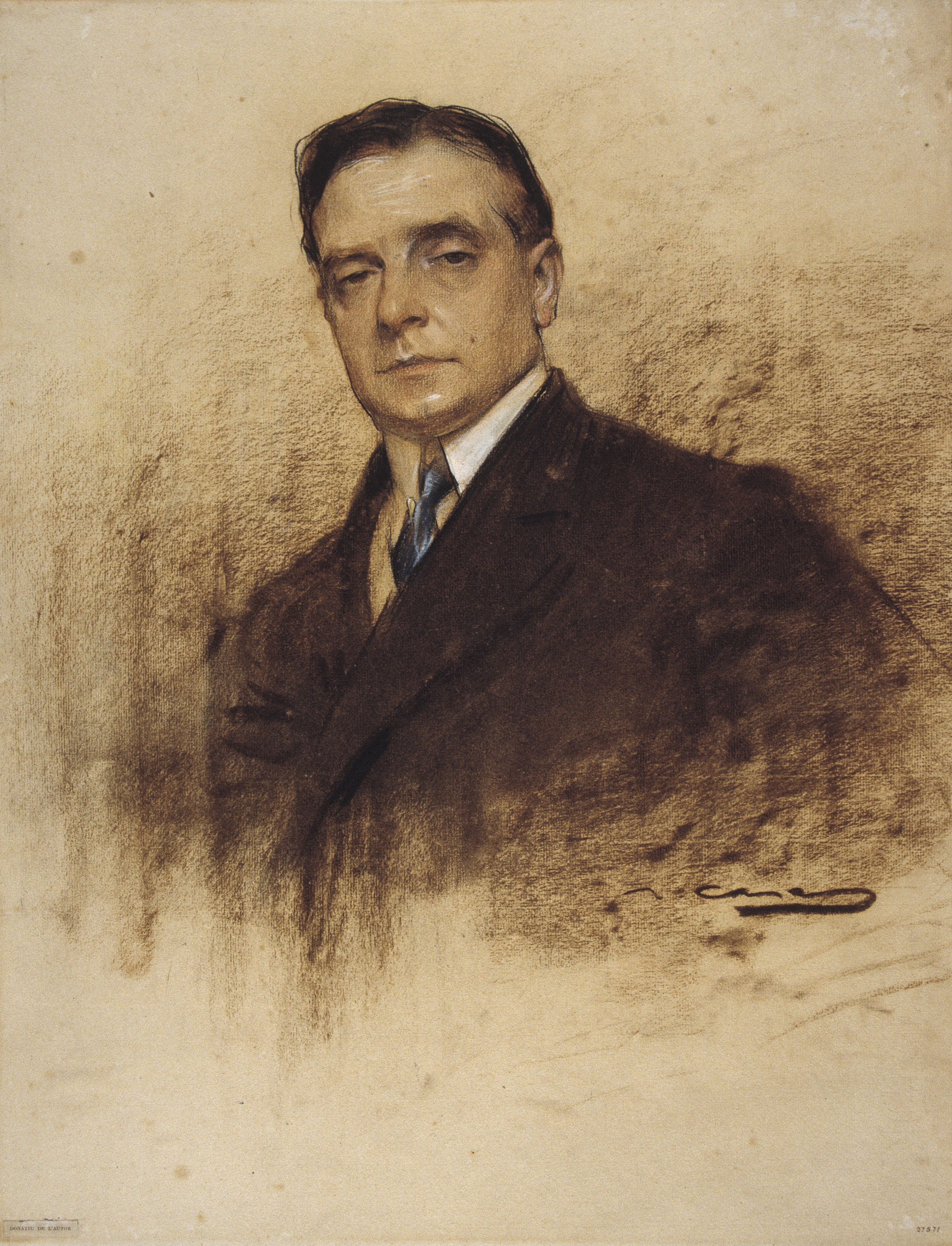
Borràs vist per Ramon Casas (MNAC)

Va néixer a Badalona, al carrer de Sant Pere número 66, fill de Pere Borràs i Lleal i Antònia Oriol i Ventura, propietaris d'un negoci de venda a l'engròs de vins, olis i altres productes alimentaris, que era conegut a la ciutat i a la rodalia com a «A cal Petó».
Va passar la infància al negoci familiar, al qual es va incorporar cap als vuit o deu anys. Ben aviat se li va despertar afició pel teatre, i es van revelar els seus dots de recitador; amic d'Antoni Bori i Fontestà, Borràs va llegir la seva Oda a Badalona, que havia guanyat un premi en els Jocs Florals de El Eco de Badalona. Durant la seva adolescència un grup d'aficionats al teatre de Badalona van demanar-li que interpretés el paper de Melcior de l'obra Les joies de la Roser, de Serafí Pitarra. Després, el grup badaloní va muntar La Passió al Teatre Circ Barcelonès, que va resultar ser un gran fracàs, però l'actuació de Borràs en el paper de Ponci Pilat no va passar desapercebuda.

### Com a actor professional
Antoni Tutau, director director de teatre que regentava el Teatre Novedades, li va proposar formar part de la seva companyia. Borràs va debutar professionalment al Teatre Tívoli el 1885. Va ser l'inici d'una carrera plena d'èxits.
El 1894 va formar la primera companyia i es va instal·lar al Novetats, on va començar a representar Àngel Guimerà, dramaturg que el va catapultar cap a grans cotes de popularitat, fins al punt de passar a la història com el Manelic de Terra baixa més recordat de tots els temps. Aquesta primera representació del clàssic va ser l'any 1897, al costat d'Anna Monner, que li va ensenyar claus d'interpretació relacionades amb la idealització dels personatges.
Va portar obres per diferents teatres barcelonins com el Romea o el Tívoli, de vegades dirigint la companyia i de vegades com a intèrpret principal, fins que el 7 d'octubre de 1905 va debutar al Teatre de la Comedia de Madrid. Va dur el teatre català a Espanya, on va ser aclamat amb grans honors i convidat a fer gires mundials, també més enllà de l'Atlàntic, per Buenos Aires, l'Uruguai o Xile, entre d'altres.

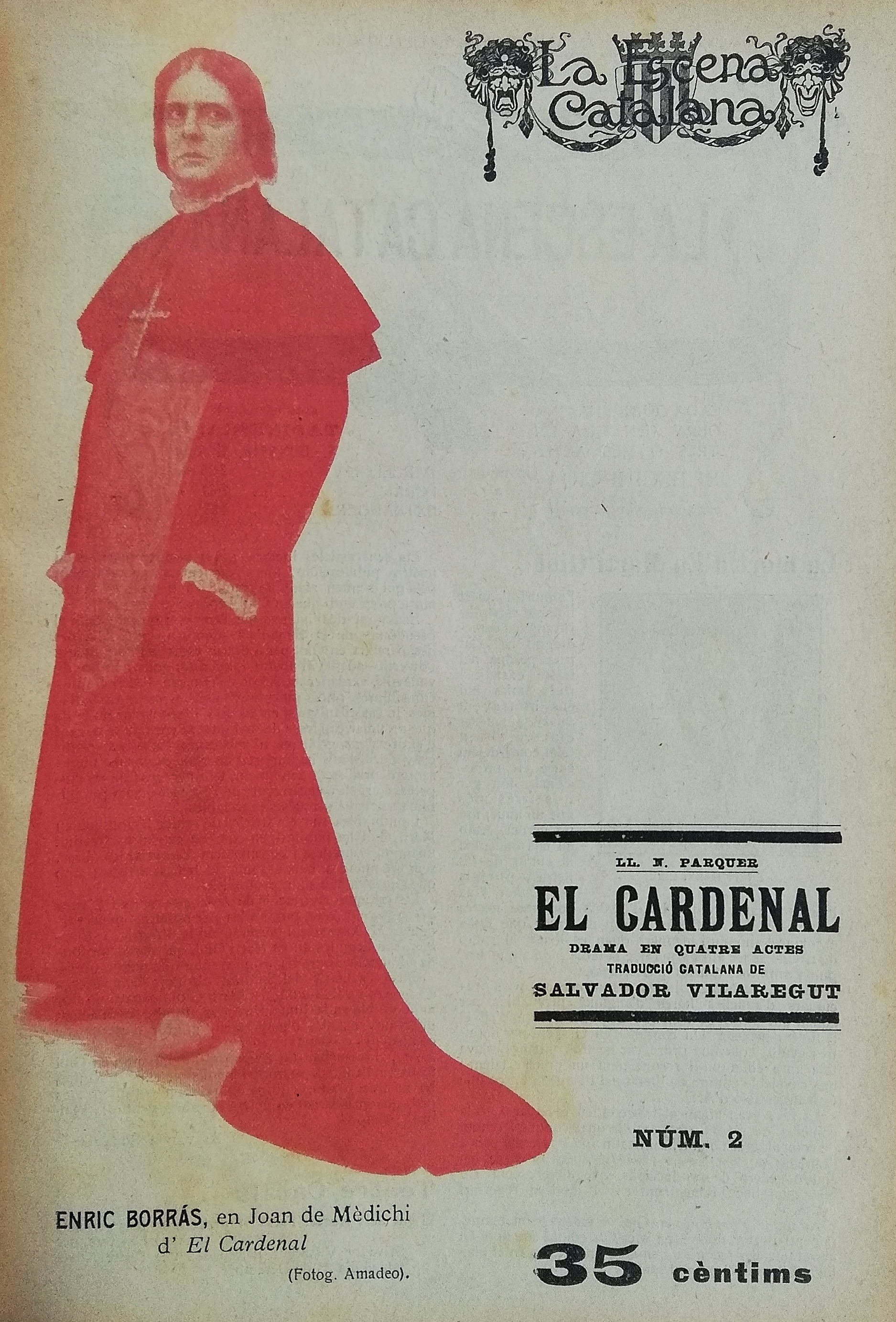
Enric Borràs actuant al drama en quatre actes El Cardenal de Louis N. Parker. Publicat per La Escena Catalana l'any 1918

El 1909 va tenir el primer contacte amb el cinema amb Flors de cingle. Tot i les estimables col·laboracions en alguna altra producció cinematogràfica, Borràs va tenir clar que havia nascut per fer teatre. Ignasi Iglésias, Santiago Rusiñol i Àngel Guimerà van ser els seus dramaturgs preferits i íntims amics seus; sovint van ser ells mateixos qui li van proposar representar noves obres.
El 1910 Borràs es va embarcar amb Rusiñol cap a Amèrica, en la seva tercera gira per aquell continent. El 1911 va tornar a Barcelona per compartir protagonisme amb Margarida Xirgu en una excel·lent posada en escena de Maria Rosa. Tot i l'èxit que va significar la participació d'ambdós en una mateixa obra, i malgrat haver treballat junts en una companyia de París, mai no hi va haver una entesa entre els dos actors catalans amb més èxit en el seu temps.
Tot i viure a Madrid, va formar part activa de la vida cultural catalana. Va participar en un manifest en defensa dels aliats durant la Primera Guerra Mundial i va prendre part en homenatges diversos, com ara el que es va celebrar a Mallorca en honor de Rusiñol.
Malgrat dirigir el Teatre Català de la Comèdia (antic Teatre Romea) durant la Guerra Civil, un cop iniciada la dictadura va evitar ser relacionat amb qualsevol entitat propera a la República i va treballar entre Madrid i Barcelona. Va mostrar en diverses ocasions una afecció —fictícia o de conveniència— al règim franquista.

## Homenatges
Va rebre diversos homenatges, com el Diploma d'Honor de la Universitat de l'Havana, que va batejar amb el nom de Borràs la secció d'Arts. L'actor també va donar nom a l'antic Teatre Urquinaona de Barcelona.

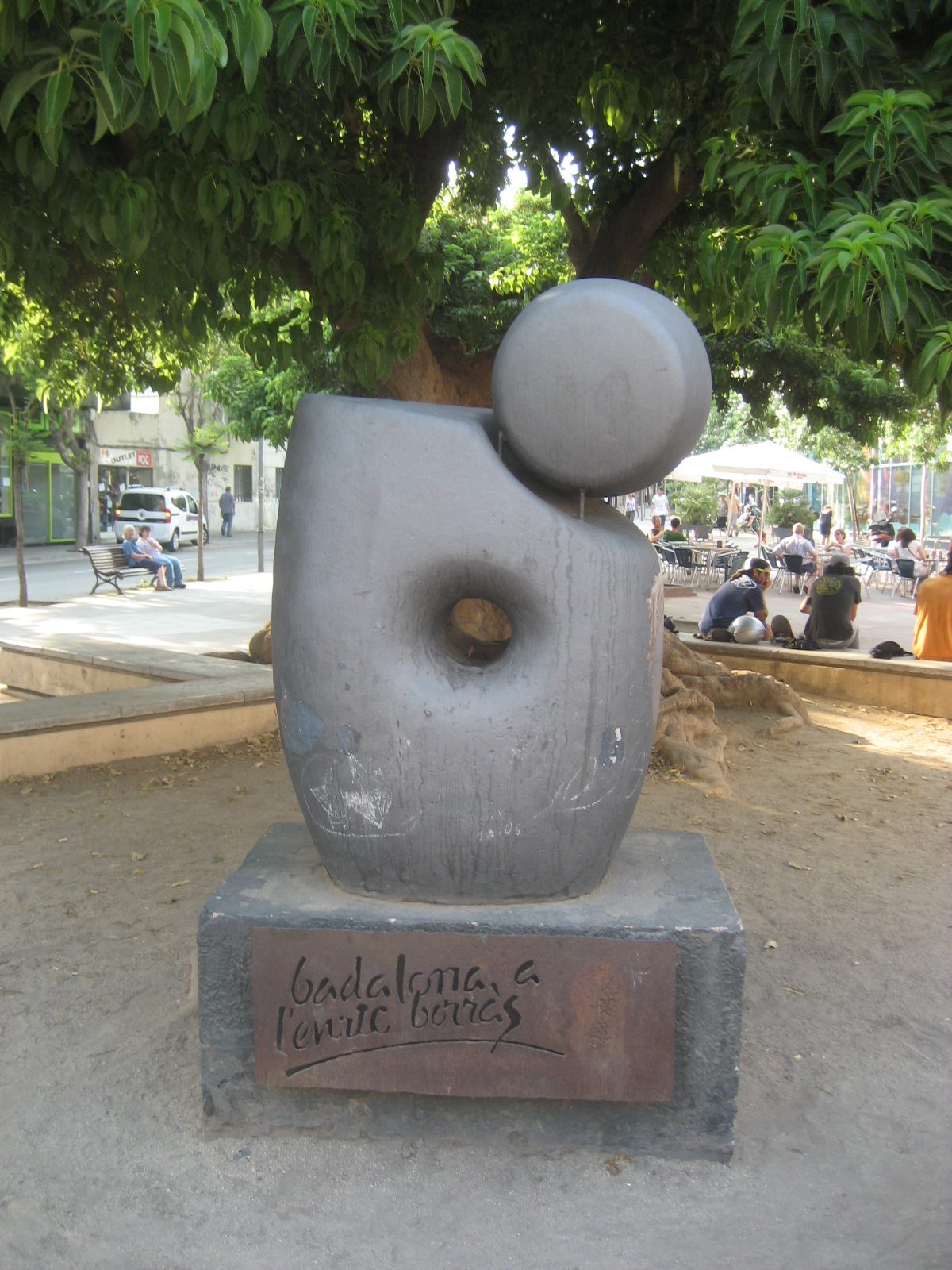
Monument dedicat a Borràs a la pl. Rector Rifé de Badalona.

La ciutat de Badalona li va dedicar, en vida, diversos homenatges. Va ser nomenat Fill Predilecte el 22 de març, amb un pergamí que ho certificava, realitzat pel dibuixant badaloní Llorenç Brunet i Forroll, i un retrat d'ell, fet pel pintor badaloní Eduard Flò i Guitart, va ser col·locat al Saló de Sessions de l'Ajuntament. El mateix dia, en un acte solemne, es va donar el seu nom a un carrer del Centre de Badalona. L'Ajuntament va descobrir la placa del carrer d'Enric Borràs, en un tram que havia estat del carrer Progrés, entre les avingudes de Martí Pujol i de Sant Ignasi de Loiola, al costat de l'església de Sant Josep. A la plaça del rector Rifé, davant de la dita església, també hi ha un monument dedicat a l'actor.
El 24 de setembre de 1929, per iniciativa del Reial Cercle Artístic de Barcelona, es va col·locar una placa de bronze commemorativa, feta per Frederic Marés, a la casa del carrer sant Pere, on havia nascut. Un darrer homenatge va ser durant la Segona República, que li va atorgar una distinció d'honor i l'Ajuntament de Barcelona el va nomenar Fill Adoptiu. L'Ajuntament de Badalona li va atorgar la Medalla d'Or de la Ciutat, durant un acte solemne al Saló de Sessions l'any 1933, juntament amb Margarida Xirgu i Pompeu Fabra, ambdós badalonins d'adopció.
Va ser mereixedor també de la Creu d'Alfons XII, la d'Isabel la Catòlica i la Medalla d'Or de la Creu Roja.
El 1957, després de cinc anys retirat dels escenaris, va morir al barri de Vallcarca de Barcelona; l'enterrament al cementiri vell de Badalona va ser un acte multitudinari. Les seves despulles van ser dipositades provisionalment en un nínxol i, més tard, el 24 d'abril de 1966, van ser traslladats a un panteó definitiu al costat de la capella, construït per l'Ajuntament.

## Fons
El Centre de Documentació i Museu de les arts escèniques conserva el fons d'Enric Borràs. El fons comprèn un centenar de peces; és una de les col·leccions de vestits més antigues formada per vestits tant d'escena com d'ús privat.